# Sains-lès-Marquion
Sains-lès-Marquion est une commune française située dans le département du Pas-de-Calais en région Hauts-de-France. Ses habitants sont appelés les Sainsois. La commune est membre de la communauté de communes Osartis Marquion.

## Géographie

### Localisation
Localisée dans le sud-est du département du Pas-de-Calais et limitrophe du département du Nord, Sains-lès-Marquion est une commune rurale située, à vol d'oiseau, à 11 km à l'ouest de la commune de Cambrai et à 24 km au sud-est de la commune d’Arras (chef-lieu d'arrondissement).
Le territoire de la commune est limitrophe de ceux de cinq communes, dont deux, Bourlon et Mœuvres, dans le département du Nord.
Les communes limitrophes sont  Baralle, Bourlon, Inchy-en-Artois, Marquion et Mœuvres.

### Géologie et relief
La superficie de la commune est de 6,26 km2 ; son altitude varie de 46  à   88 m.

### Hydrographie
La commune, située dans le bassin Artois-Picardie, est, selon le Service d'administration nationale des données et référentiels sur l'eau (Sandre), drainée par trois cours d'eau sur sa partie ouest :
- le canal du Nord, canal ou chenal navigable de 75,56 km, qui prend sa source dans la commune de Rouy-le-Grand et se jette dans la Somme Canalisée au niveau de la commune de Biaches[4] ;
- l'Hirondelle de Vaulx-Vraucourt, d'une longueur de 14,86 km qui prend sa source dans la commune de Vaulx-Vraucourt et se jette dans l'Agache au niveau de la commune d'Inchy-en-Artois[5] ;
- l'Agache, d'une longueur de 11,54 km, qui prend sa source dans la commune d'Inchy-en-Artois et finit sa course dans la commune de Palluel[6].

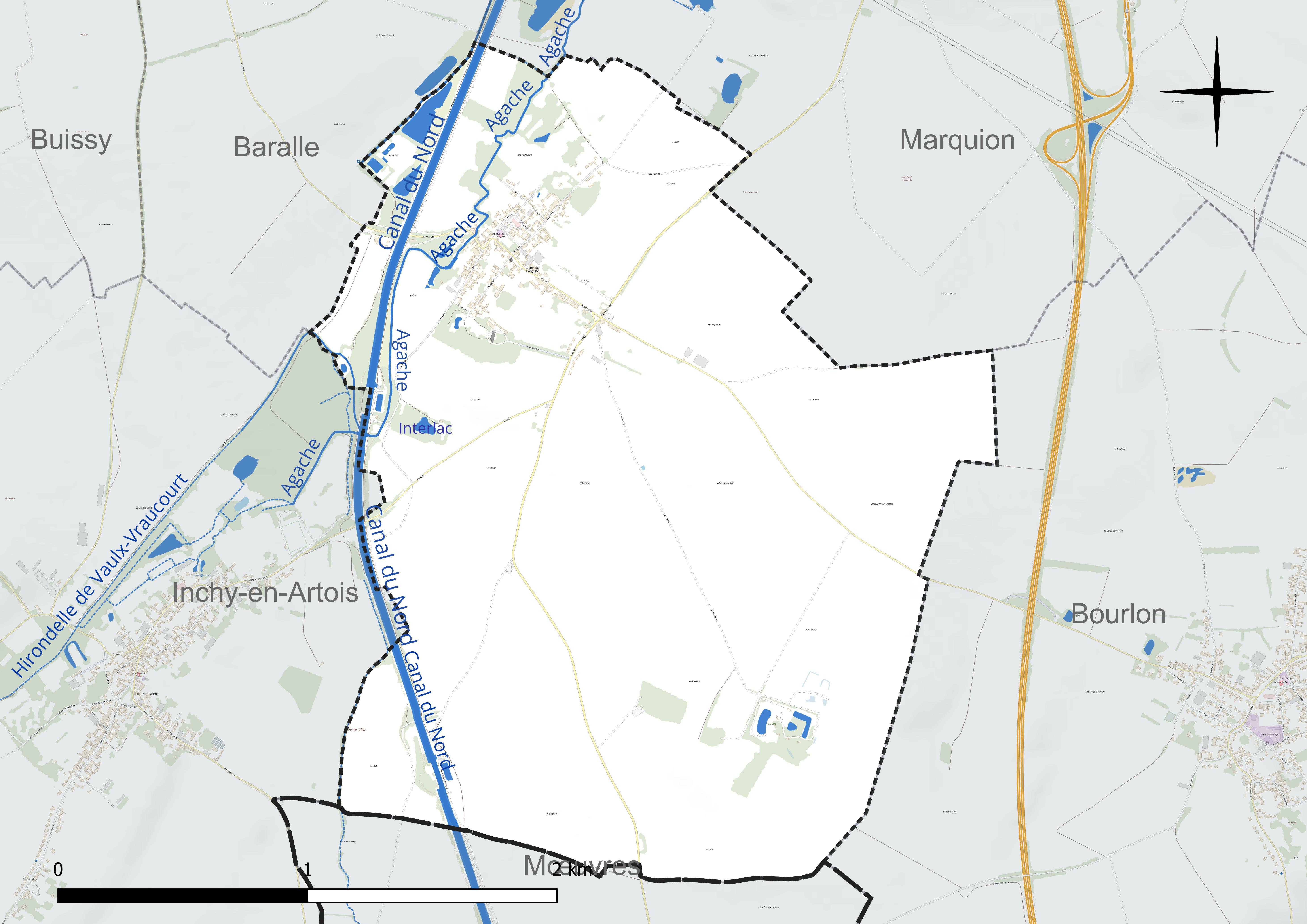
Réseau hydrographique de Sains-lès-Marquion.

### Climat
Pour des articles plus généraux, voir Climat des Hauts-de-France et Climat du Nord-Pas-de-Calais.
En 2010, le climat de la commune est de type climat océanique dégradé des plaines du Centre et du Nord, selon une étude du Centre national de la recherche scientifique (CNRS) s'appuyant sur une série de données couvrant la période 1971-2000. En 2020, Météo-France publie une typologie des climats de la France métropolitaine dans laquelle la commune est exposée à un climat océanique et est dans la région climatique Nord-est du bassin Parisien, caractérisée par un ensoleillement médiocre, une pluviométrie moyenne régulièrement répartie au cours de l’année et un hiver froid (3 °C).
Pour la période 1971-2000, la température annuelle moyenne est de 10,3 °C, avec une amplitude thermique annuelle de 14,6 °C. Le cumul annuel moyen de précipitations est de 706 mm, avec 12,2 jours de précipitations en janvier et 8,8 jours en juillet. Pour la période 1991-2020, la température moyenne annuelle observée sur la station météorologique la plus proche, située sur la commune d'Épinoy à 8 km à vol d'oiseau, est de 10,9 °C et le cumul annuel moyen de précipitations est de 702,9 mm,. Pour l'avenir, les paramètres climatiques de la commune estimés pour 2050 selon différents scénarios d'émission de gaz à effet de serre sont consultables sur un site dédié publié par Météo-France en novembre 2022.

### Paysages
Pour un article plus général, voir Paysage en France.
La commune est située dans le paysage régional des grands plateaux artésiens et cambrésiens tel que défini dans l’atlas des paysages de la région Nord-Pas-de-Calais, conçu par la direction régionale de l'Environnement, de l'Aménagement et du Logement (DREAL),. Ce paysage régional, qui concerne 238 communes, est dominé par les « grandes cultures » de céréales et de betteraves industrielles qui représentent 70 % de la surface agricole utilisée (SAU).

### Milieux naturels et biodiversité

#### Zone naturelle d'intérêt écologique, faunistique et floristique
L’inventaire des zones naturelles d'intérêt écologique, faunistique et floristique (ZNIEFF) a pour objectif de réaliser une couverture des zones les plus intéressantes sur le plan écologique, essentiellement dans la perspective d’améliorer la connaissance du patrimoine naturel national et de fournir aux différents décideurs un outil d’aide à la prise en compte de l’environnement dans l’aménagement du territoire.
Le territoire communal comprend une ZNIEFF de type 2 : le complexe écologique de la vallée de la Sensée. Cette ZNIEFF s’étend sur plus de 20 kilomètres depuis les communes de Remy et Haucourt jusqu’à la confluence de la rivière canalisée avec l’Escaut. Elle forme une longue dépression à fond tourbeux, creusée entre des plateaux aux larges ondulations ; Ostrevent au Nord, bas-Artois au Sud et Cambrésis à l’Est.

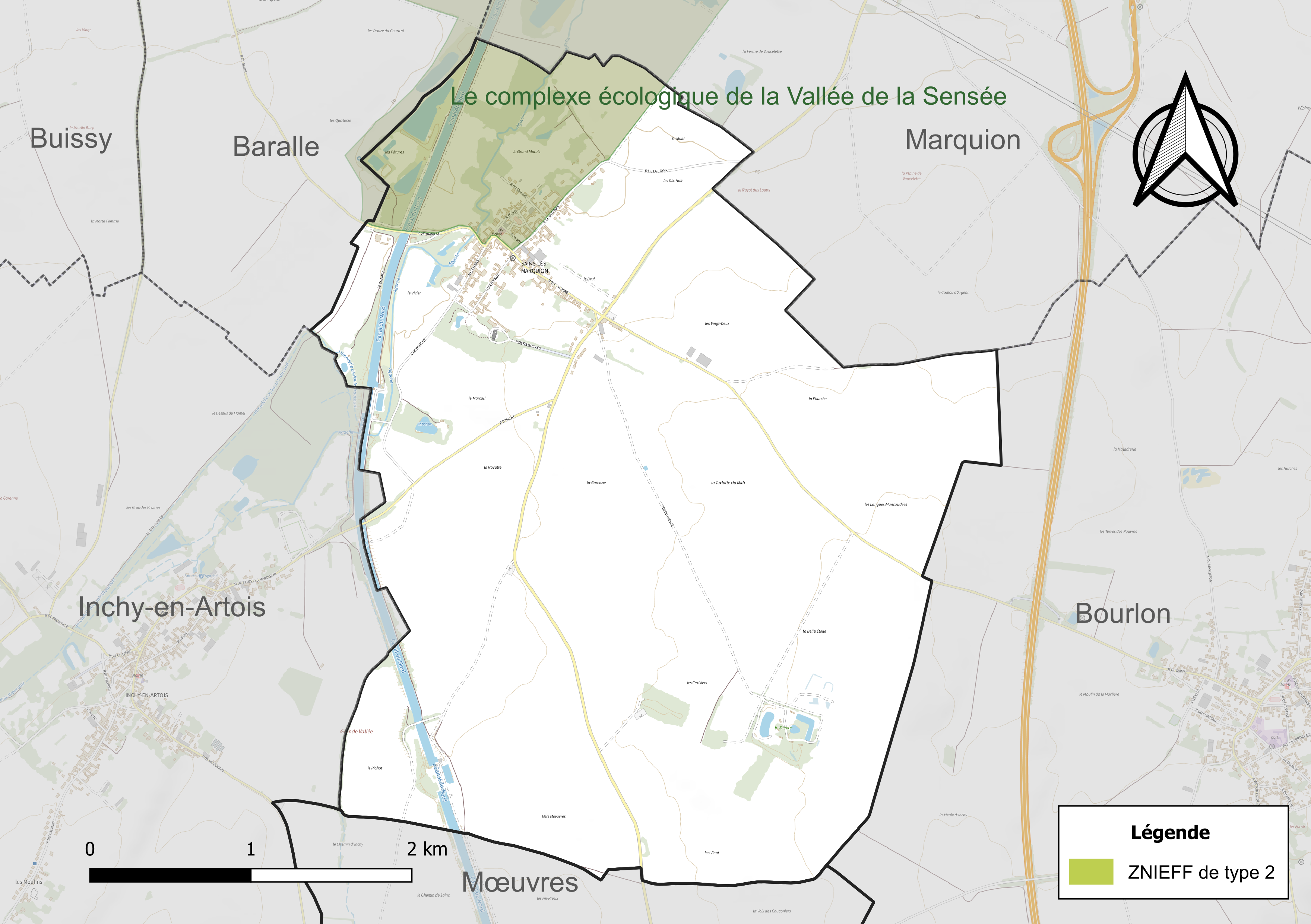
Carte de la ZNIEFF sur la commune.

#### Espèces faunistiques et floristiques
L’Inventaire national du patrimoine naturel (INPN) recense plusieurs espèces faunistiques et floristiques sur le territoire de la commune dont certaines sont protégées et d’autres menacées et quasi-menacées.

## Urbanisme

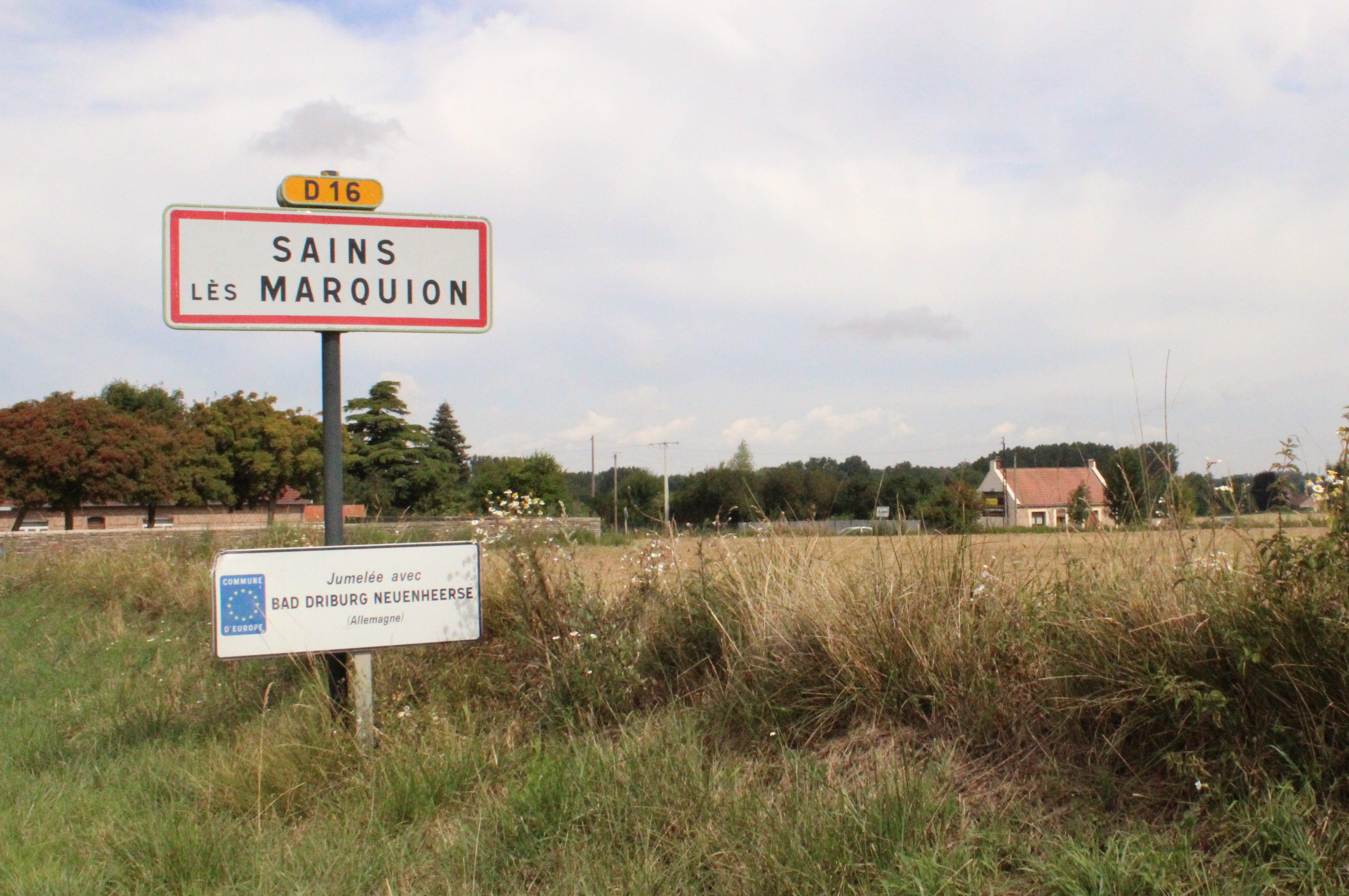
Une entrée de la commune.

### Typologie
Au 1er janvier 2024, Sains-lès-Marquion est catégorisée commune rurale à habitat dispersé, selon la nouvelle grille communale de densité à sept niveaux définie par l'Insee en 2022.
Elle est située hors unité urbaine et hors attraction des villes,.

### Occupation des sols
L'occupation des sols de la commune, telle qu'elle ressort de la base de données européenne d’occupation biophysique des sols Corine Land Cover (CLC), est marquée par l'importance des territoires agricoles (94,4 % en 2018), en diminution par rapport à 1990 (96 %). La répartition détaillée en 2018 est la suivante : 
terres arables (86,2 %), prairies (8,2 %), zones urbanisées (4 %), forêts (1,6 %). L'évolution de l’occupation des sols de la commune et de ses infrastructures peut être observée sur les différentes représentations cartographiques du territoire : la carte de Cassini (XVIIIe siècle), la carte d'état-major (1820-1866) et les cartes ou photos aériennes de l'IGN pour la période actuelle (1950 à aujourd'hui).

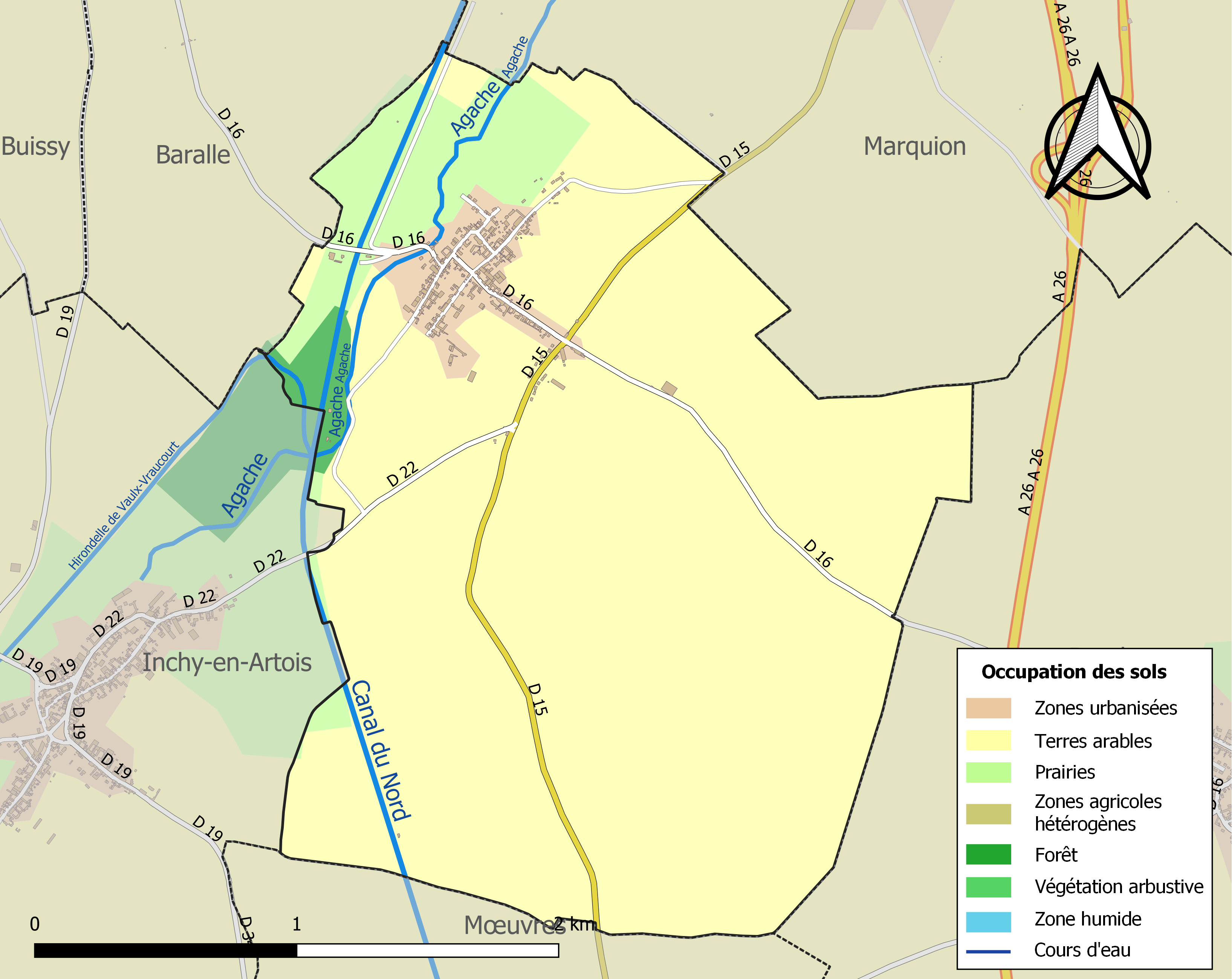
Carte des infrastructures et de l'occupation des sols de la commune en 2018 (CLC).

### Voies de communication et transports
La commune est accessible par les routes départementales D15 et D16. L'autoroute la plus proche est la A26 dont la sortie no 8 se situe à trois kilomètres.

## Toponymie
Le nom de la localité est attesté sous les formes Sancti au XIe siècle ; Sains en 1096 ; Sainz en 1231 ; Sains juxta Inchiacum en 1253 ; Sain en 1559 ; Sains-lès-Marquion en 1720 ; Sains-lez-Marcoin en 1762 ; Sains les Marquion en 1793 ; Sanis-lès-Marquion et Sains-lès-Marquion depuis 1801.
Son toponyme est issu du latin sanctus, « saint, sanctuaire », auquel a été ajouté -lès-Marquion où lès signifie « près de », montrant la proximité de la commune par rapport à Marquion.

## Histoire

### Protohistoire
Cette partie de la région connait une occupation humaine au moins depuis la fin de la dernière période glaciaire.
Les archéologues, par exemple lors de fouilles, faisant suite au diagnostic réalisé du 9 mars au 17 avril 2009 dans le cadre du projet de canal Seine-Nord Europe, ont découvert à Bourlon et sur le territoire de la commune des preuves d'habitat et d'agriculture pour la période allant du IVe siècle avant Jésus-Christ, et plus encore pour la fin de la période gauloise (fin du Ier siècle avant Jésus-Christ). Les restes archéologiques ont cependant été fortement dégradés par les labours successifs. Sur les 150 hectares de la future zone portuaire de Marquion, les archéologues de l'Institut national de recherches archéologiques préventives (INRAP) ont trouvé plusieurs habitats conservés dans le limon depuis la fin du Néolithique (IIIe millénaire avant notre ère). Des tombes de l'âge du bronze ont aussi été trouvées, de même que des restes d'enclos circulaires à tumulus (plus de 40 m de diamètre pour le plus grand), avec de nombreux restes d'habitations de la même époque sur le site.
Plusieurs vestiges plus récents (âge du fer) tels que bâtiments agricoles, monument funéraire aristocratique, nécropoles et chemins ont aussi été trouvés, antérieurs à une villa romaine (plus de 200 m de long sur 100 m de large) équipée de thermes.

### Révolution française et Empire
D'après l'historien français Auguste de Loisne : « Sains-lez-Marquion, en 1789, dépendait partie de la gouvernance d'Arras, châtellenie d'Oisy, et partie du Cambrésis. Son église paroissiale, diocèse de Cambrai, doyenné de Beaumetz-lez-Cambrai, était consacrée à sainte Saturnine ; le chapitre de Cambrai présentait à la cure. »

### Première Guerre mondiale
Lors de la Première Guerre mondiale, après la bataille des Frontières du 7 au 24 août 1914, devant les pertes subies, l'État-Major français décide de battre en retraite depuis la Belgique. Dès le 28 août, les Allemands s'emparent du village de Sains-lès-Marquion et poursuivent leur route vers l'ouest. Dès lors commença l'occupation allemande qui dura jusqu'en septembre 1918. Jusqu'à cette date, le village restera loin du front qui se stabilisera à une vingtaine de kilomètres à l'ouest vers Bapaume.

À partir du 8 août 1918, l'offensive des Cent-Jours est déclenchée et les troupes alliées progressent vers l'est. C'est le corps canadien commandé par A.W. Currie qui est chargée du secteur de Sains-lès-Marquion. Evacué de ses habitants, le village, encore aux mains des Allemands est bombardé. Le village et les environs seront libérés après les combats des 29, 30 septembre et 1er octobre 1918 au cours desquels 580 soldats canadiens trouveront la mort. Ils sont inhumés dans les trois cimetières militaires situés sur le territoire de la commune :
- Sains-lès-Marquion British Cemetery ;
- Ontario Cemetery, Sains-lès-Marquion ;

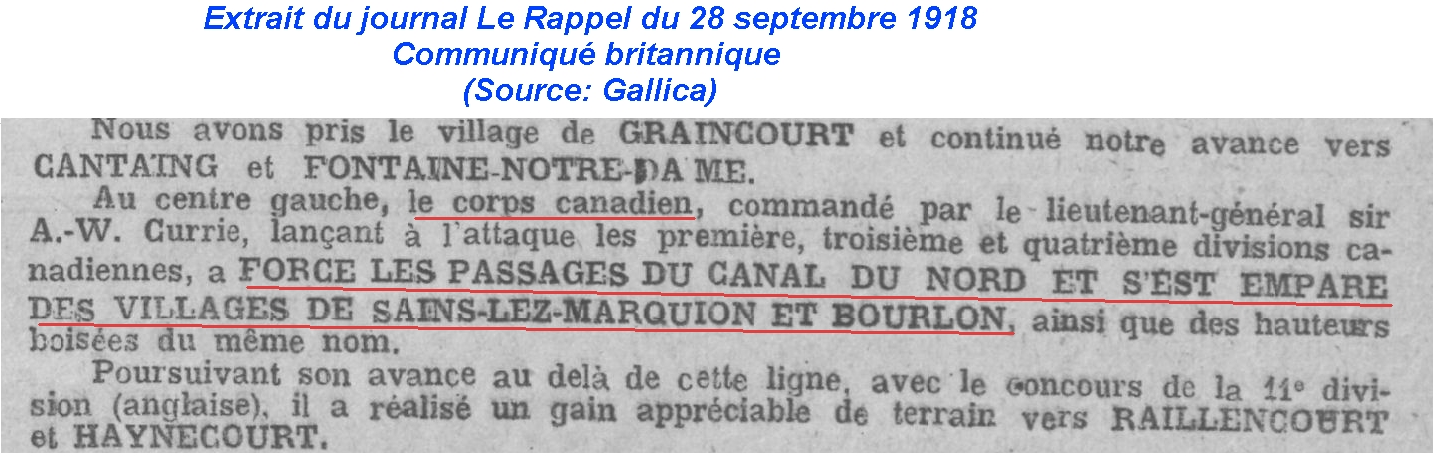
Article du journal relatant la prise de Sains-lès-Marquion le 28 septembre 1918.

- Quarry Wood Cemetery.

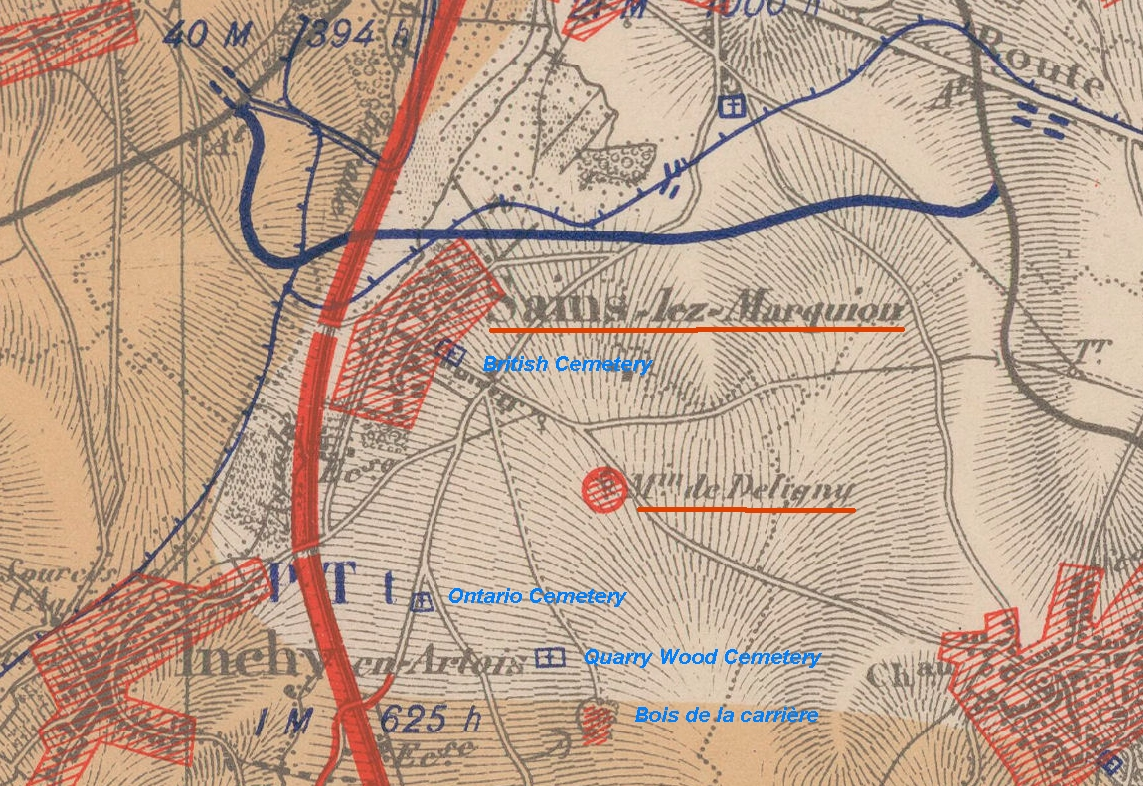
La carte des régions dévastées montre que le village a subi de nombreux dégâts. Le Moulin Deligny est complètement rasé ainsi que le bois de la carrière. En rouge, le canal est également détruit.
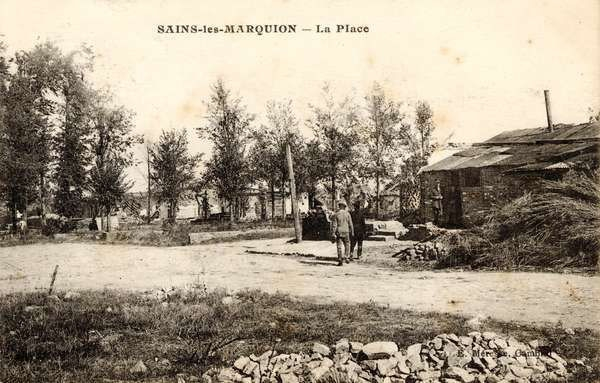
Ruines du village à l'issue de la guerre14-18.
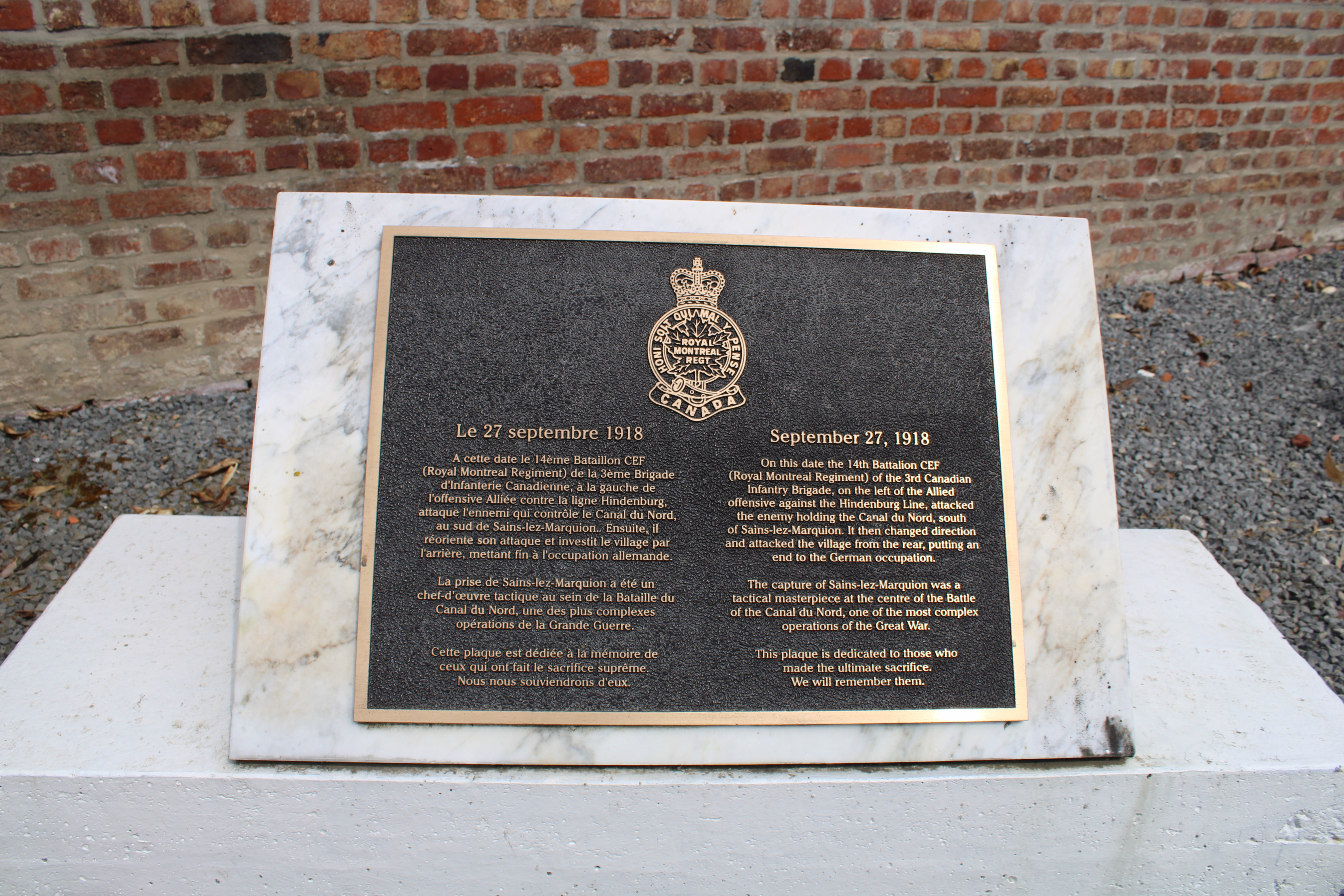
Plaque hommage aux soldats canadiens qui ont libéré le village en septembre 1918.

La commune est décorée de la croix de guerre 1914-1918 le 23 septembre 1920, distinction également attribuée à 277 autres communes du Pas-de-Calais.
Sur le monument aux morts sont écrits les noms des quatorze soldats de la commune tombés au champ d'honneur au cours de la guerre. Dans les années 1920, la reconstruction du village se fera progressivement et peu à peu les habitants évacués vinrent reprendre possession de leurs biens.

## Politique et administration

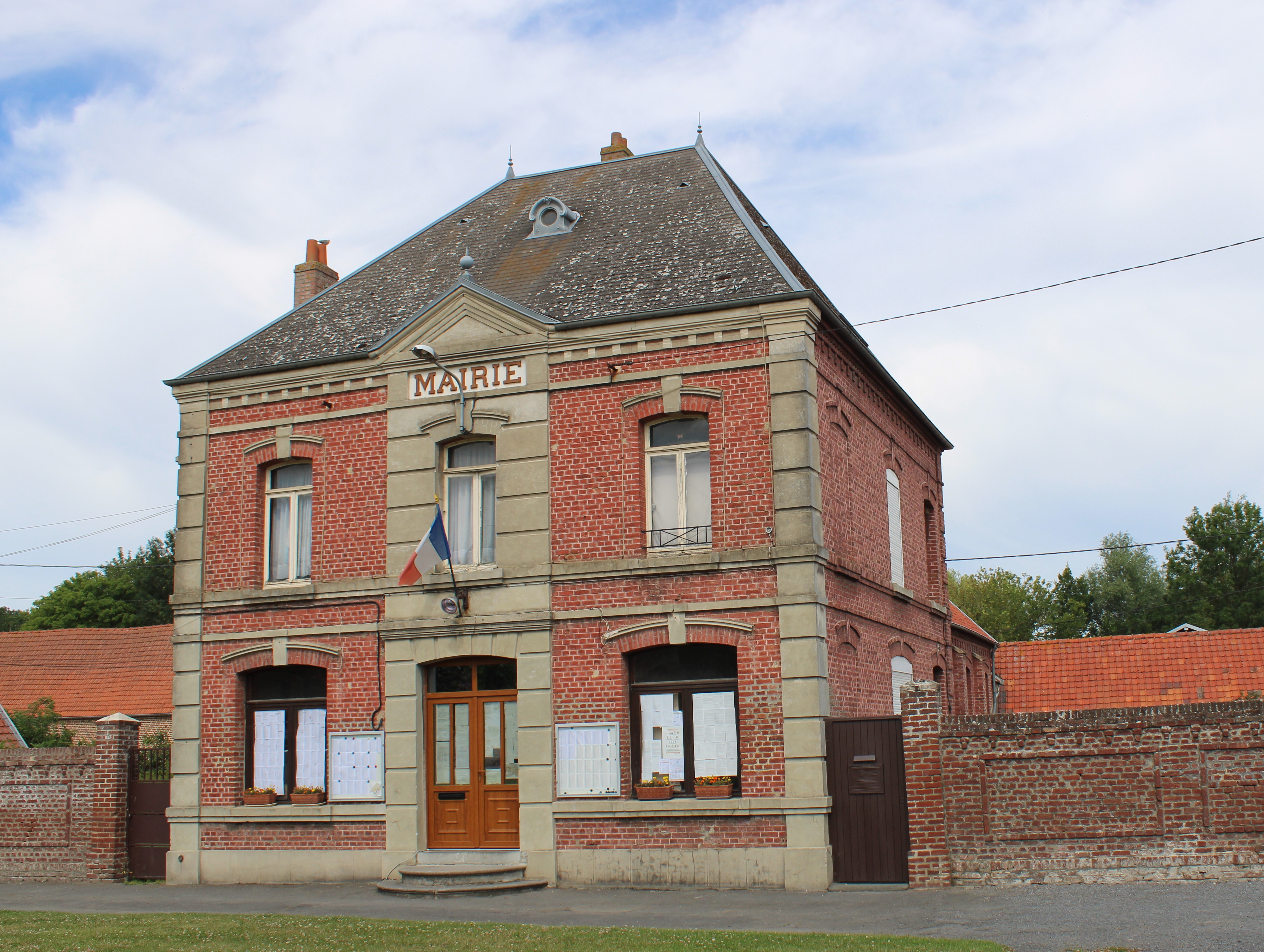
La mairie.

### Découpage territorial
La commune se trouve dans l'arrondissement d'Arras du département du Pas-de-Calais.

#### Commune et intercommunalités
La commune est membre de la communauté de communes Osartis Marquion qui regroupe 49 communes et totalise 42 651 habitants en 2021.

#### Circonscriptions administratives
La commune est rattachée au canton de Bapaume.

#### Circonscriptions électorales
Pour l'élection des députés, la commune fait partie de la première circonscription du Pas-de-Calais.

### Élections municipales et communautaires

#### Liste des maires
| Période                                  | Période                    | Identité             | Étiquette | Qualité                                                                 |
| ---------------------------------------- | -------------------------- | -------------------- | --------- | ----------------------------------------------------------------------- |
| Les données manquantes sont à compléter. |                            |                      |           |                                                                         |
| avant 1995                               | 1995                       | Jean de Saint-Aubert |           |                                                                         |
| 1995                                     | En cours (au 5 avril 2022) | Guy de Saint-Aubert  |           | Artisan Réélu pour le mandat 2014-2020, Réélu pour le mandat 2020-2026, |

### Jumelages
La commune est jumelée avec :
| Ville | Ville           | Pays | Pays      | Période     |
| ----- | --------------- | ---- | --------- | ----------- |
|       | Neuenheerse (d) |      | Allemagne | depuis 2004 |

La commune de Neuenheerse est intégrée, depuis le 1er janvier 1975, à la commune de Bad Driburg.

## Équipements et services publics

### Eau et déchets
Jusqu'en 2019, la commune n'est pas connecté au réseau d'eau potable ; les habitants puisant l'eau de la nappe phréatique grâce à des forages individuels.

## Population et société

### Démographie
Les habitants sont appelés les Sainsois.

#### Évolution démographique
L'évolution du nombre d'habitants est connue à travers les recensements de la population effectués dans la commune depuis 1793. Pour les communes de moins de 10 000 habitants, une enquête de recensement portant sur toute la population est réalisée tous les cinq ans, les populations de référence des années intermédiaires étant quant à elles estimées par interpolation ou extrapolation. Pour la commune, le premier recensement exhaustif entrant dans le cadre du nouveau dispositif a été réalisé en 2008.

En 2022, la commune comptait 318 habitants, en évolution de −0,31 % par rapport à 2016 (Pas-de-Calais : −0,72 %, France hors Mayotte : +2,11 %).
| 1793 | 1800 | 1806 | 1821 | 1831 | 1836 | 1841 | 1846 | 1851 |
| ---- | ---- | ---- | ---- | ---- | ---- | ---- | ---- | ---- |
| 452  | 433  | 468  | 482  | 508  | 519  | 536  | 538  | 568  |

| 1856 | 1861 | 1866 | 1872 | 1876 | 1881 | 1886 | 1891 | 1896 |
| ---- | ---- | ---- | ---- | ---- | ---- | ---- | ---- | ---- |
| 573  | 593  | 559  | 545  | 509  | 492  | 468  | 448  | 451  |

| 1901 | 1906 | 1911 | 1921 | 1926 | 1931 | 1936 | 1946 | 1954 |
| ---- | ---- | ---- | ---- | ---- | ---- | ---- | ---- | ---- |
| 438  | 459  | 475  | 352  | 446  | 445  | 409  | 383  | 351  |

| 1962 | 1968 | 1975 | 1982 | 1990 | 1999 | 2006 | 2008 | 2013 |
| ---- | ---- | ---- | ---- | ---- | ---- | ---- | ---- | ---- |
| 352  | 351  | 324  | 315  | 276  | 300  | 330  | 337  | 321  |

| 2018 | 2022 | - | - | - | - | - | - | - |
| ---- | ---- | - | - | - | - | - | - | - |
| 325  | 318  | - | - | - | - | - | - | - |

#### Pyramide des âges
En 2018, le taux de personnes d'un âge inférieur à 30 ans s'élève à 34,4 %, soit en dessous de la moyenne départementale (36,7 %). De même, le taux de personnes d'âge supérieur à 60 ans est de 22,5 % la même année, alors qu'il est de 24,9 % au niveau départemental.
En 2018, la commune comptait 161 hommes pour 164 femmes, soit un taux de 50,46 % de femmes, légèrement inférieur au taux départemental (51,50 %).
Les pyramides des âges de la commune et du département s'établissent comme suit.
| Hommes | Classe d’âge | Femmes |
| ------ | ------------ | ------ |
| 0,0    | 90 ou +      | 0,6    |
| 5,0    | 75-89 ans    | 9,1    |
| 13,7   | 60-74 ans    | 16,5   |
| 26,7   | 45-59 ans    | 21,3   |
| 19,3   | 30-44 ans    | 18,9   |
| 19,3   | 15-29 ans    | 15,2   |
| 16,1   | 0-14 ans     | 18,3   |

| Hommes | Classe d’âge | Femmes |
| ------ | ------------ | ------ |
| 0,5    | 90 ou +      | 1,6    |
| 5,6    | 75-89 ans    | 8,9    |
| 16,7   | 60-74 ans    | 18,1   |
| 20,2   | 45-59 ans    | 19,2   |
| 18,9   | 30-44 ans    | 18,1   |
| 18,2   | 15-29 ans    | 16,2   |
| 19,9   | 0-14 ans     | 17,9   |

### Enseignement
La commune dépend de l'académie de Lille. Les élèves de Sains-lès-Marquion font leur scolarité en regroupement avec l'école maternelle et primaire d'Inchy-en-Artois, l'établissement de Sains-lès-Marquion faisant office d'école primaire uniquement. Il compte 18 écoliers. Ils peuvent poursuivre leurs études au collège de Marquion, ou dans l'un de ceux de Cambrai, ville regroupant également les lycées les plus proches.

## Culture locale et patrimoine

### Lieux et monuments
- L'église Sainte-Saturnine[38], reconstruite dans les années 1920.
- Le monument aux morts[39].
- Le monument hommage aux victimes de la guerre franco-allemande de 1870[39].
- L'ancienne cabine téléphonique recyclée en boîte à livres.
- La croix en hommage à sainte Saturnine.
- Saturnine, créée en 2012, la géante de l'association « les Porteux de Sains »[40].
- Les trois cimetières militaires britannique de la Première Guerre mondiale :
  - l'Ontario Cemetery, Sains-lès-Marquion ;
  - le Quarry Wood Cemetery ;
  - le Sains-lès-Marquion British Cemetery.

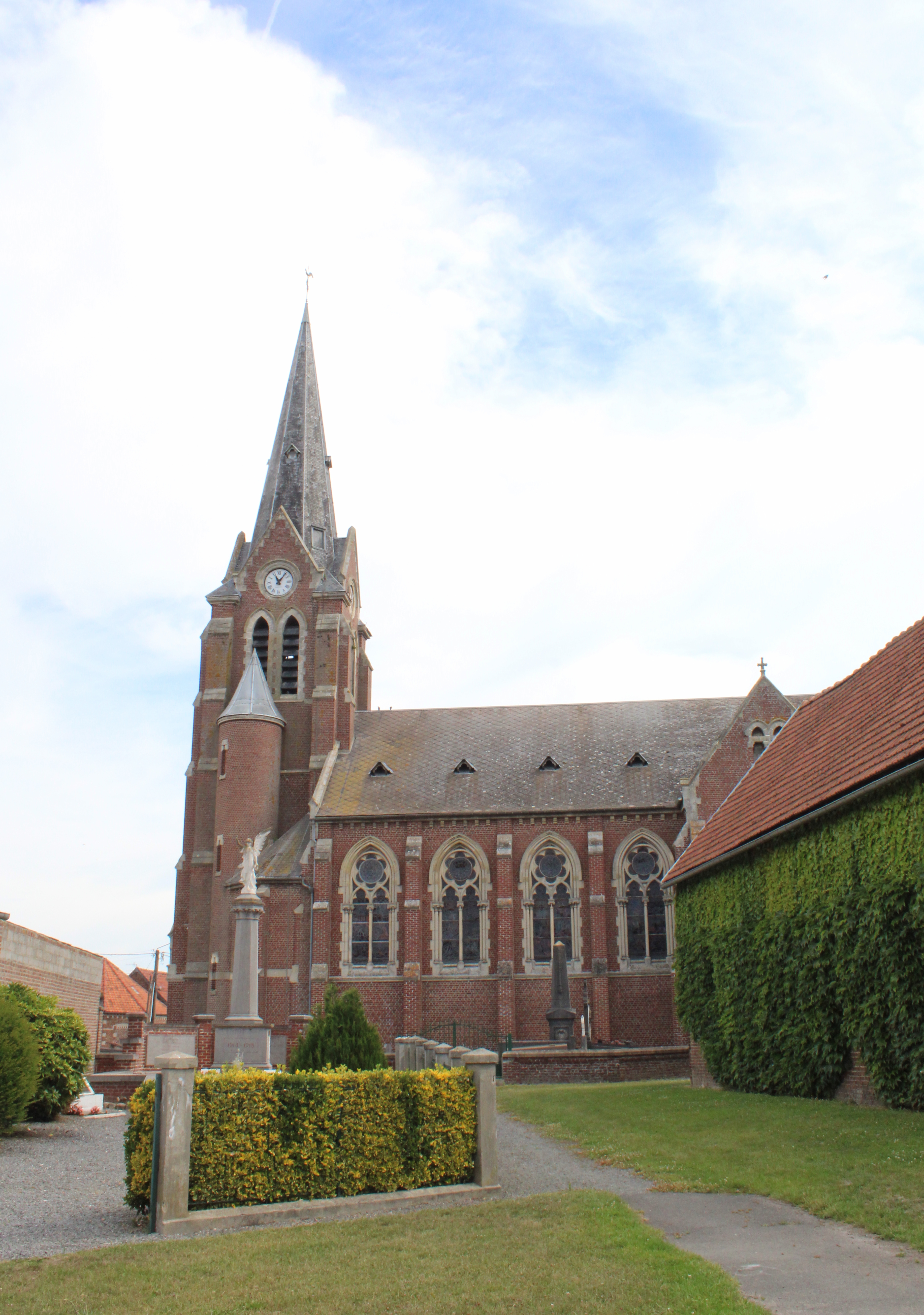
L'église Sainte-Saturnine.
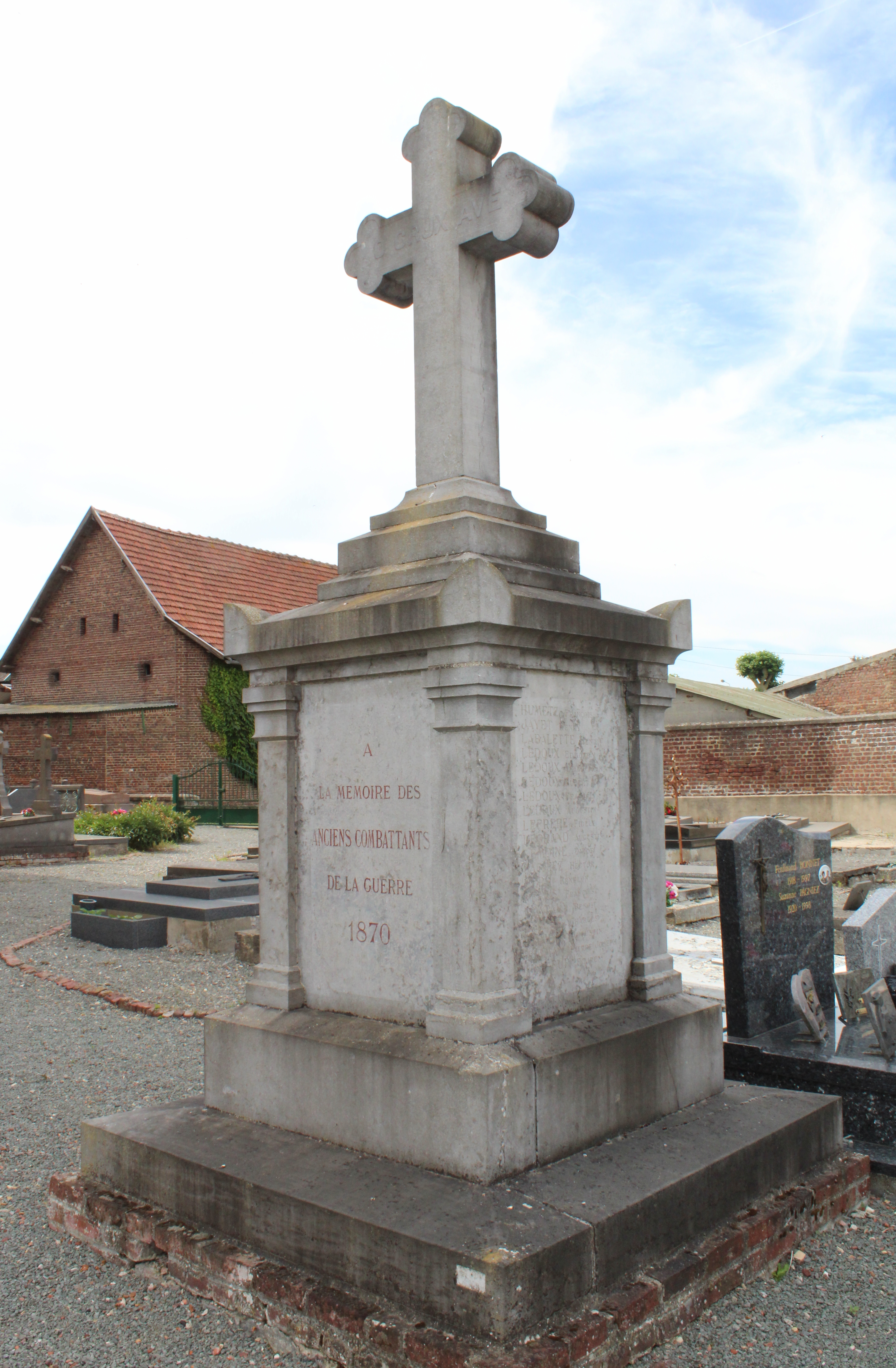
Le monument de la guerre franco-allemande de 1870.
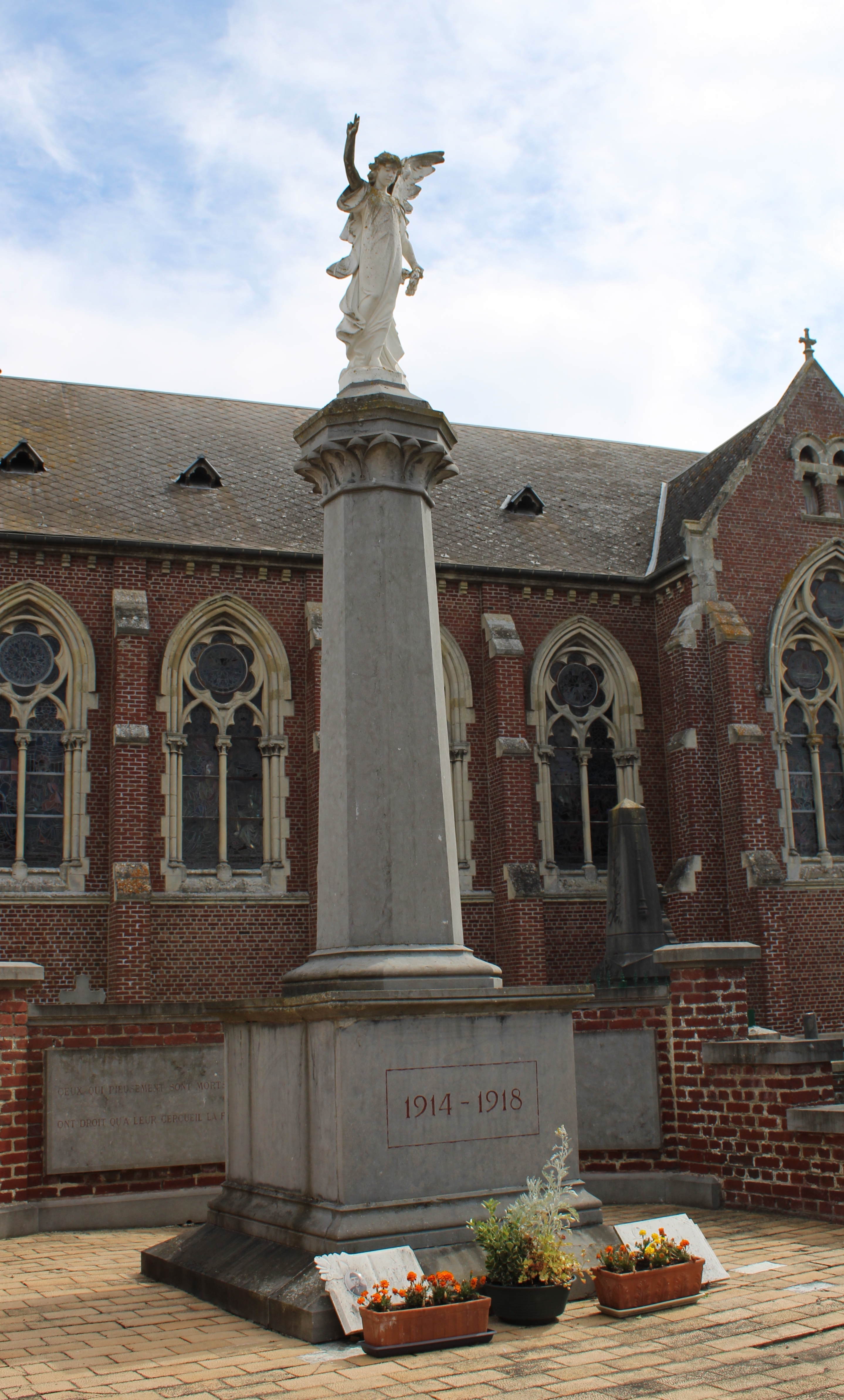
Le monument aux morts.
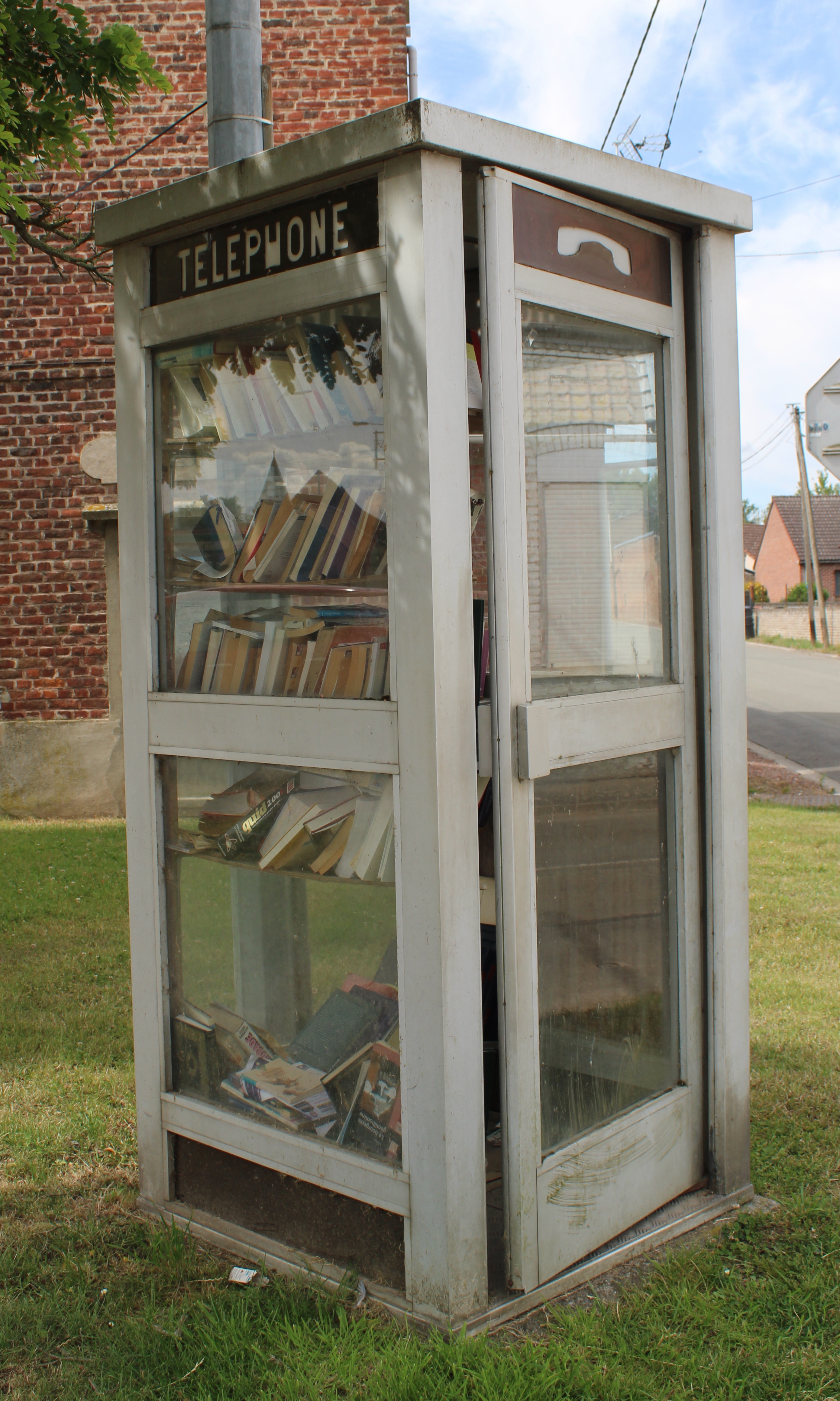
L'ancienne cabine téléphonique.
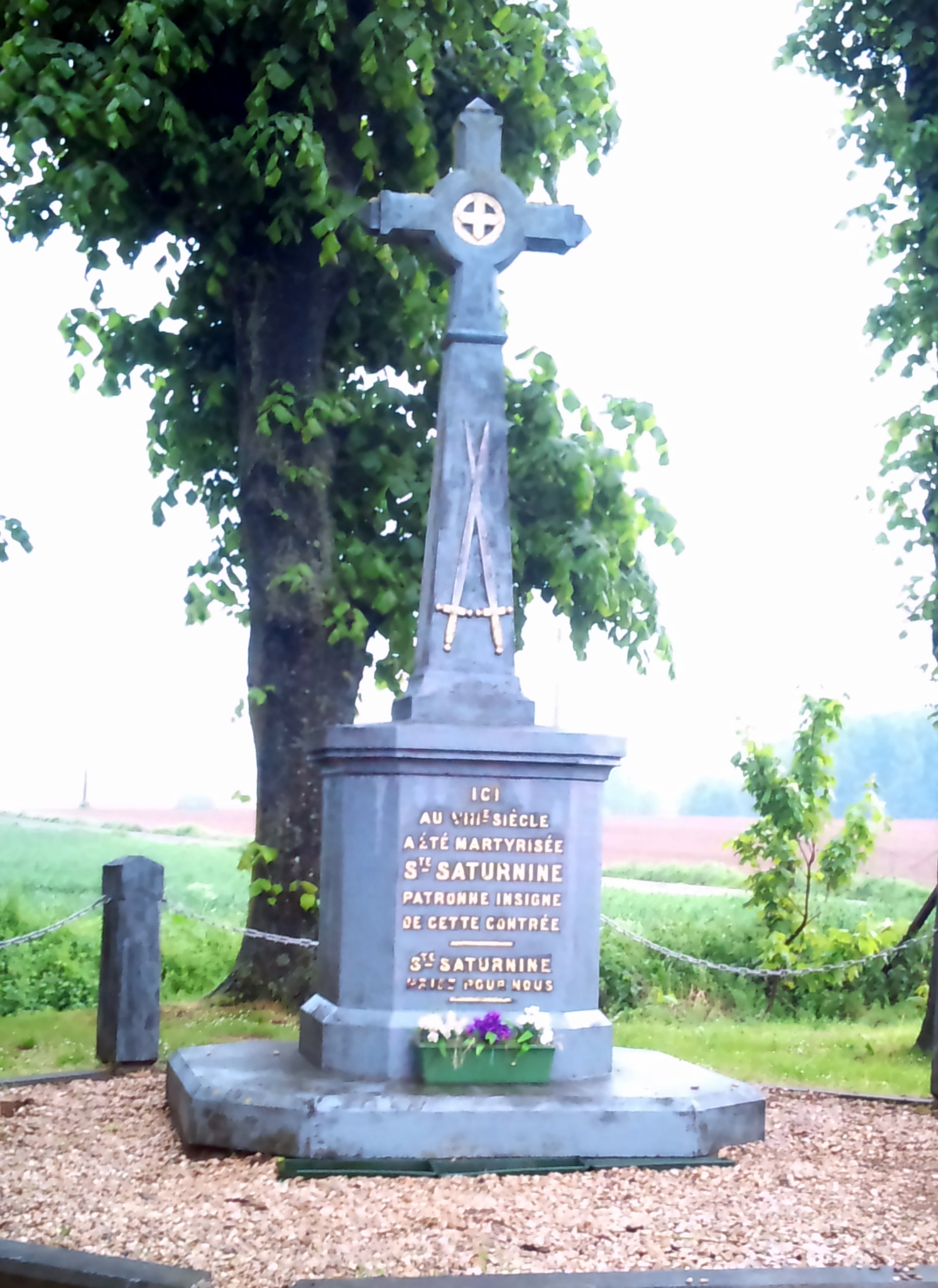
La croix en hommage à sainte Saturnine.
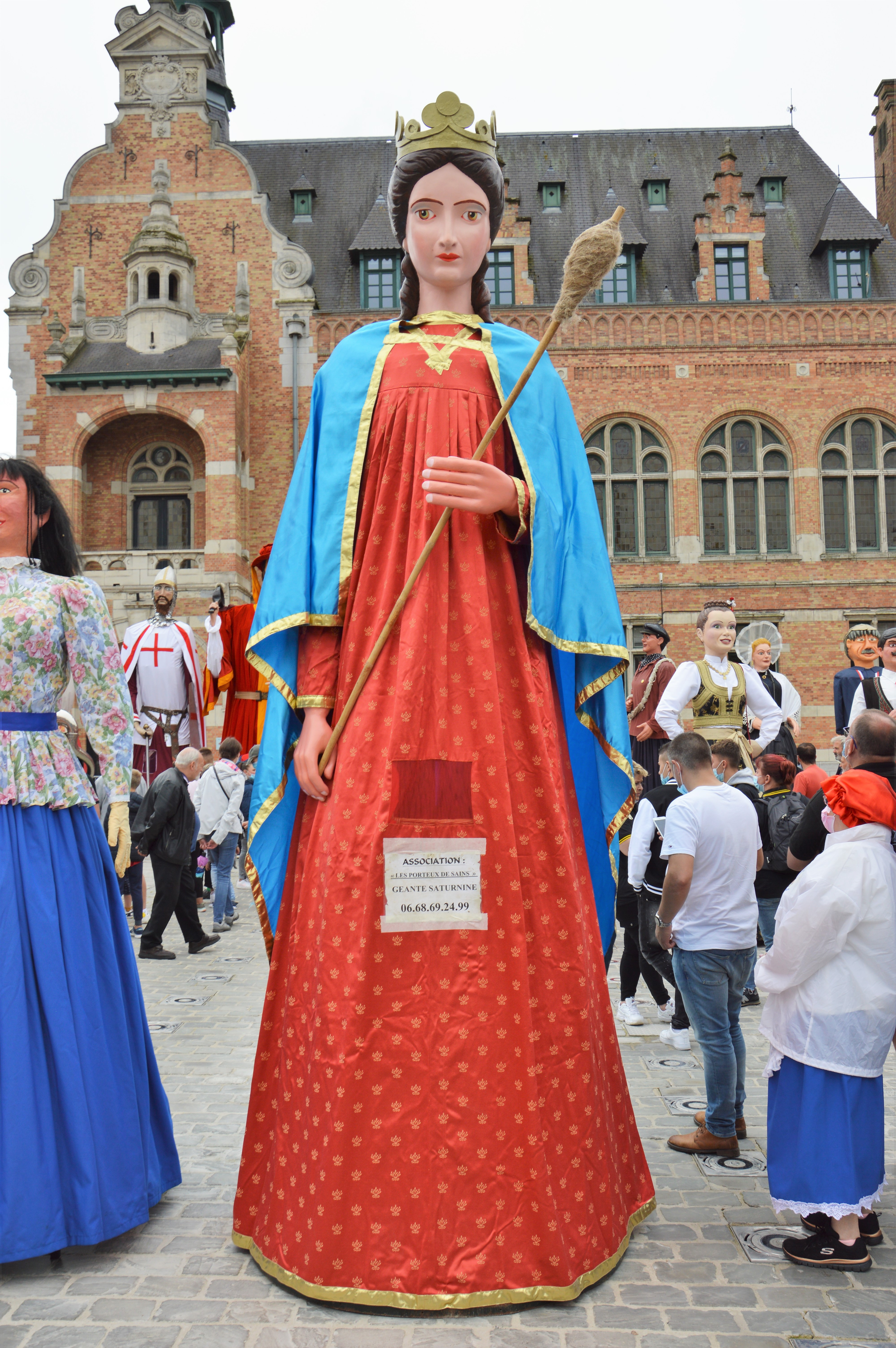
La géante Saturnine.
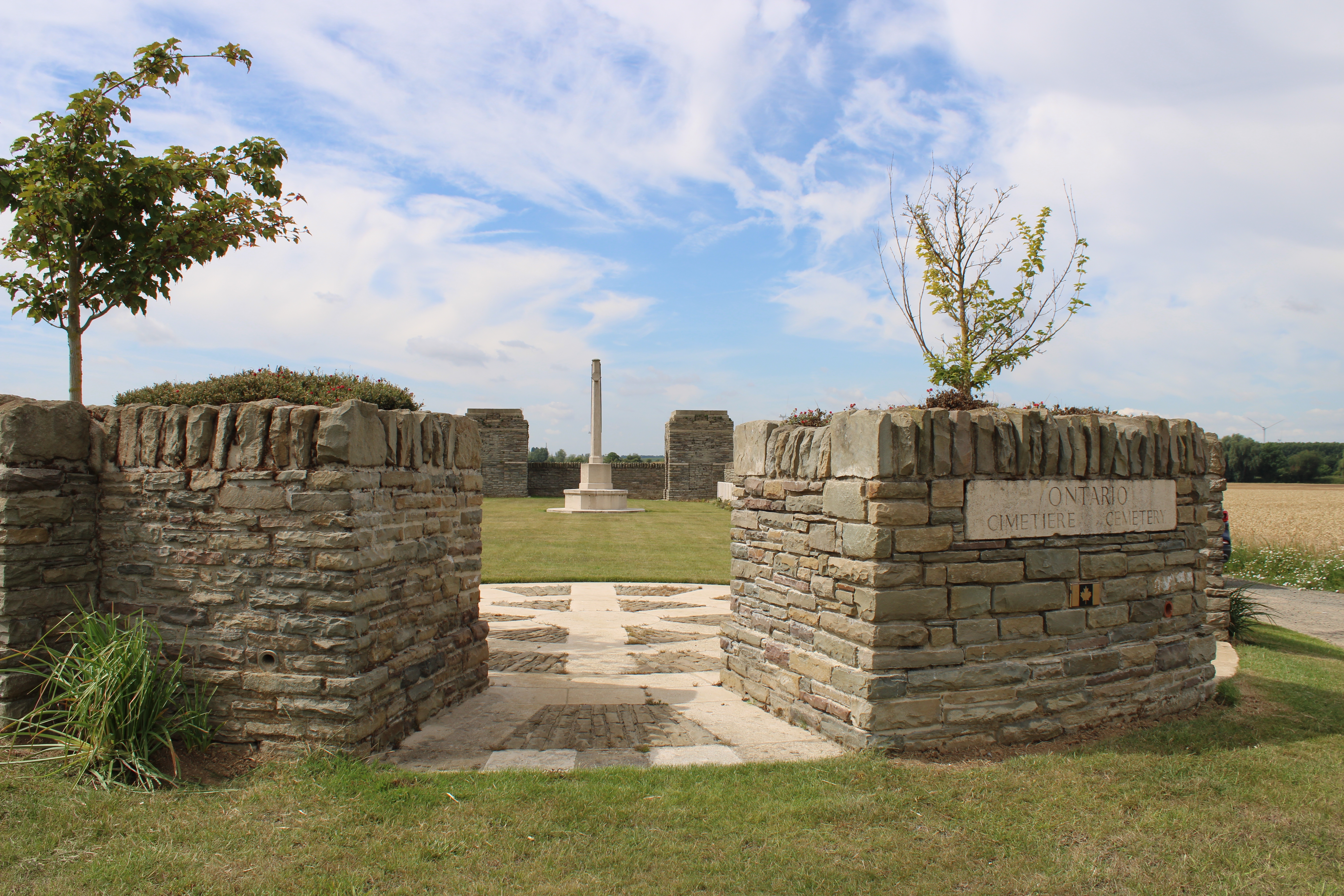
L'Ontario Cemetery, Sains-lès-Marquion.
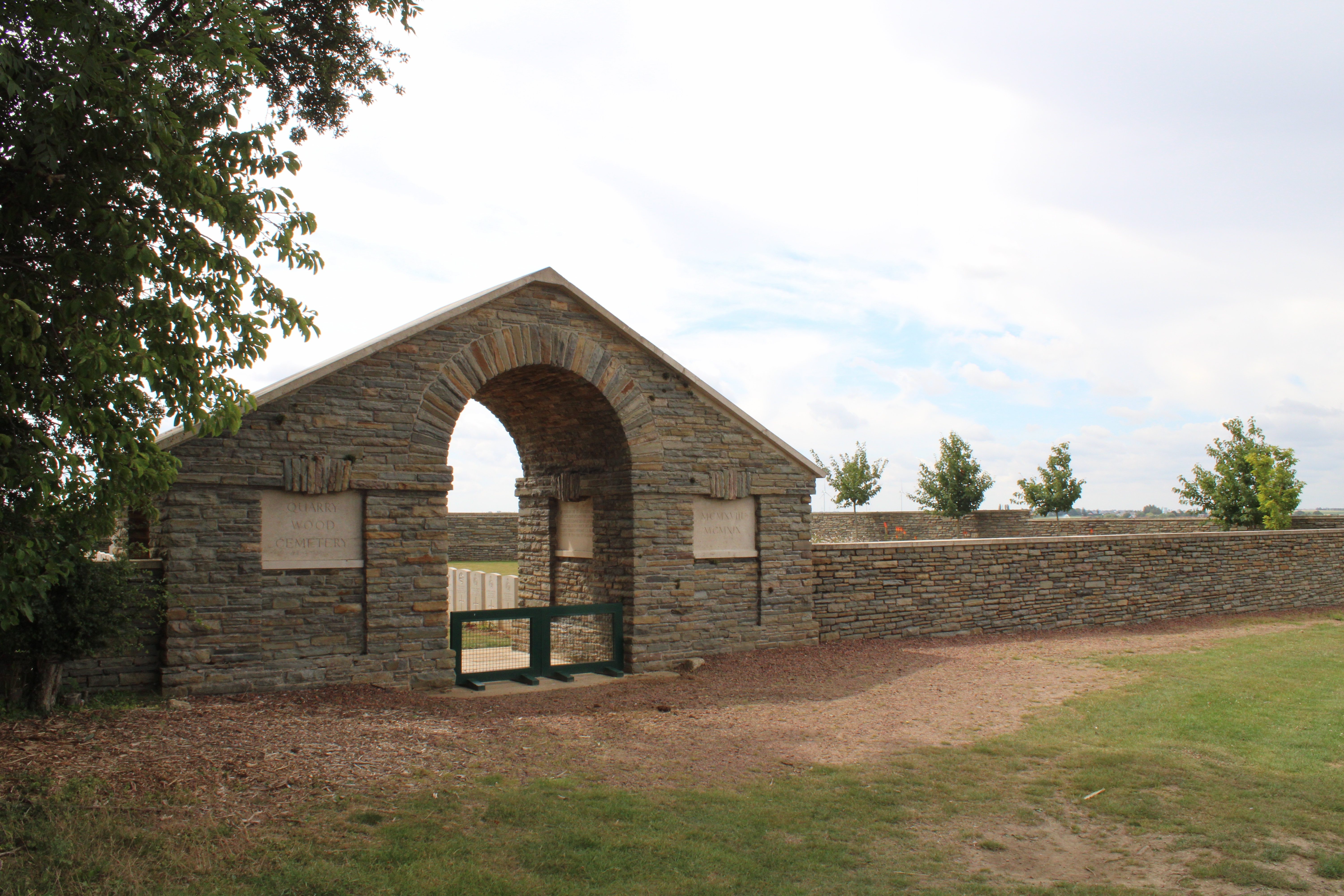
Le Quarry Wood Cemetery.
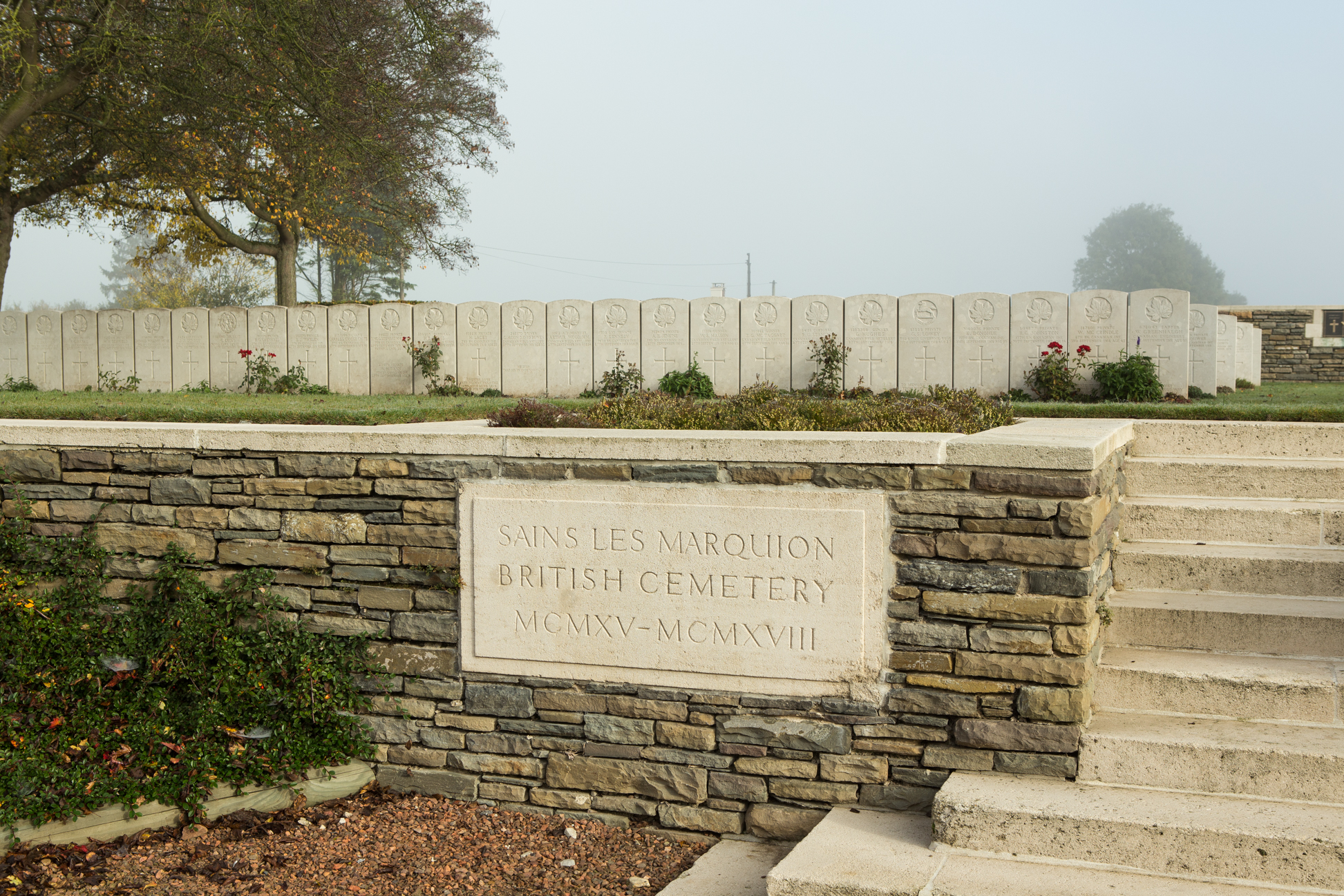
Le Sains-lès-Marquion British Cemetery.

### Personnalités liées à la commune
- Clovis Catteau (1836-1915), évêque de Luçon, né dans la commune.

### Héraldique
| Blason de Sains-lès-Marquion | Blason  | De gueules au chevron d'argent accompagné, en chef, de deux vaches et, en pointe, d'un fuseau, le tout du même. Ornements extérieursCroix de guerre 1914-1918 |
| Blason de Sains-lès-Marquion | Détails | Le statut officiel du blason reste à déterminer. |

## Pour approfondir

#### Bases de données, dictionnaires et encyclopédies
- Ressources relatives à la géographie :   - Insee (communes)
  - Ldh/EHESS/Cassini
- Ressource relative à plusieurs domaines :   - Annuaire du service public français
- Notices d'autorité :   - VIAF